# Danh sách CD của Trung tâm Thúy Nga thập niên 1990
Đây là danh sách CD của Trung tâm Thúy Nga thập niên 1990, có mã TNCD từ TNCD012 đến TNCD204. Hai album cùng mã số TNCD186 là Trong Tầm Mắt Đời và Hoàng Thi Thơ 3 - Hình Ảnh Người Em Không Đợi.

## Danh sách

### 1990
| Mã TNCD | Tên CD                               | Nghệ sĩ     | Số bài hát | Danh sách bài hát |
| ------- | ------------------------------------ | ----------- | ---------- | --- |
| 012     | Tuyệt Phẩm Song Ca - Lời Cuối Cho Em | Nhiều ca sĩ | 10         | Chi tiết 1. Đừng Khóc Nghe Em (Anh Thy) - Huỳnh Thi, Họa Mi 2. Tình Bơ Vơ (Lam Phương) - Tuấn Vũ, Hương Lan PBN 12 3. Phút Đầu Tiên (Hoàng Thi Thơ) - Sơn Tuyền, Khánh Dũng 4. Giọt Lệ Sầu (Lam Phương) - Hương Lan, Huỳnh Thi 5. Chiều Tây Đô (Lam Phương) - Phượng Mai, Duy Quang 6. Duyên Kiếp (Lam Phương) - Hương Lan, Tuấn Vũ PBN 9 7. Thu Sài Gòn (Ngô Thụy Miên) - Ngọc Lan, Huỳnh Thi 8. Bến Thượng Hải - Họa Mi, Elvis Phương 9. Còn Mỗi Đêm Nay (Lam Phương) - Sơn Tuyền, Khánh Dũng 10. Lời Cuối Cho Em (Nguyễn Vũ) - Ngọc Lan, Huỳnh Thi |
| 013     | Nụ Hoa Nhỏ                           | Hương Lan   | 12         | Chi tiết 1. Như Đã Dấu Yêu (Đức Huy) PBN 8 2. Tình Đầu (Hoàng Trọng) 3. Chỉ Có Một Người (Minh Kỳ) 4. Xin Cám Ơn (Trần Đình Quân) 5. Môi Tím (Nhật Ngân) 6. Khối Tình Trương Chi (Nhật Ngân) 7. Nụ Hoa Nhỏ (Nguyễn Cư) PBN 9 8. Trúc Đào (Anh Bằng) 9. Gió Về Miền Xuôi (Anh Việt Thu) - Hương Lan, Tuấn Vũ 10. Tiếng Lòng (Hoàng Trọng) 11. Ru Đời Ru Con (Anh Bằng) 12. Con Quốc Việt Nam (Phạm Duy) - Hương Lan, Tuấn Vũ |
| 014     | Tình Sầu                             | Họa Mi      | 11         | Chi tiết 1. Tình Sầu (Trịnh Công Sơn) 2. Tình Nghĩa Đôi Ta Chỉ Thế Thôi (Lam Phương) PBN 10 3. Chờ Người (Lam Phương) 4. Lá Đổ Muôn Chiều (Đoàn Chuẩn, Từ Linh) 5. Trả Lại Anh (Đào Duy) 6. Nàng Trung Hoa Xinh Đẹp 7. Nghẹn Ngào (Lam Phương) 8. Từ Đó Em Buồn (Trần Thiện Thanh) 9. Gọi Người Yêu Dấu (Vũ Đức Nghiêm) 10. Bài Buồn Cho Em (Elvis Phương) 11. Mùa Thu Xa Em (Ngô Thụy Miên) |
| 015     | Nhạc Trẻ - Missing You               | Nhiều ca sĩ | 10         | Chi tiết 1. Đôi Mắt Giai Nhân - Lưu Bích PBN 10 2. Lời Tình Cho Anh - Ngọc Lan 3. Tình Đôi Ta - Lynda Trang Đài 4. Nỗi Buồn (Văn Phụng) - Thúy Vi 5. Tình Lạ - Anh Tú 6. Vũ Điệu Tình Nồng - Lynda Trang Đài 7. Jimmy - Minh Xuân 8. Trong Mắt Em - Don Hồ 9. Lạnh Lùng (Đinh Việt Lang) - Lynda Trang Đài 10. Vắng Bóng Em - Huỳnh Thi |

### 1991
| Mã TNCD | Tên CD                                   | Nghệ sĩ                           | Số bài hát | Danh sách bài hát |
| ------- | ---------------------------------------- | --------------------------------- | ---------- | --- |
| 016     | Tình Khúc Trịnh Công Sơn - Này Em Có Nhớ | Họa Mi, Ngọc Lan, Huỳnh Thi       | 10         | Chi tiết 1. Đêm Thấy Ta Là Thác Đổ - Ngọc Lan 2. Ướt Mi - Họa Mi 3. Lời Buồn Thánh - Huỳnh Thi 4. Tôi Ru Em Ngủ - Họa Mi 5. Yêu Dấu Tan Theo (Ngọc Lan) 6. Ru Em Từng Ngón Xuân Hồng - Họa Mi 7. Mưa Hồng - Ngọc Lan 8. Còn Tuổi Nào Cho Em - Họa Mi 9. Ru Đời Đã Mất (Huỳnh Thi) 10. Này Em Có Nhớ - Họa Mi |
| 017     | Nhạc Khiêu Vũ - Bé Yêu                   | Công Thành, Lynn                  | 10         | Chi tiết 1. Khúc Hát Ân Tình (Xuân Tiên, Song Hương) PBN 11 2. Tình Yêu Trong Đời 3. Như Cõi Hoang Vu 4. Trăng Về Thôn Dã (Hoài An, Huyền Linh) PBN 14 5. Bảy Ngày Đợi Mong (Trần Thiện Thanh) 6. Không (Nguyễn Ánh 9) PBN 11 7. Tình Yêu Tình Bạn 8. Bé Yêu (Lam Phương) 9. Một Đêm Tình Ái - Lynn 10. Ghét Anh Lắm |
| 018     | Nghìn Trùng Xa Cách                      | Họa Mi                            | 12         | Chi tiết 1. Serenade (LV: Phạm Duy) PBN 13 2. Nghìn Trùng Xa Cách (Phạm Duy) 3. Vũ Nữ Thân Gầy (LV: Phạm Duy) PBN 14 4. Tương Tư 3 (Mặc Thế Nhân) 4. Chiếc Lá Cuối Cùng (Tuấn Khanh) 5. Tóc Mây (Phạm Thế Mỹ) PBN 7 6. Người Đi Qua Đời Tôi (Phạm Đình Chương, Trần Dạ Từ) 7. Chuyển Bến (Đoàn Chuẩn, Từ Linh) 8. Mùa Thu Không Trở Lại (Phạm Trọng Cầu) 9. Nỗi Niềm (Tuấn Khanh) PBN 11 10. Buồn Tàn Thu (Văn Cao) 12. Dòng Sông Xanh (LV: Phạm Duy) |
| 019     | Bài Tango Cho Em                         | Elvis Phương, Ái Vân              | 10         | Chi tiết 1. LK Nhìn Nhau Lần Cuối - Elvis Phương, Ái Vân 2. Lại Một Mùa Mưa - Ái Vân 3. Về Đây Nghe Em (Trần Quang Lộc) - Elvis Phương 4. Qua Cầu Gió Bay - Elvis Phương, Ái Vân PBN 14 5. Thơ Ngây - Ái Vân 6. Bài Tango Cho Em (Lam Phương) - Elvis Phương, Ái Vân PBN 13 7. LK Gửi Gió Cho Mây Ngàn Bay - Elvis Phương, Ái Vân 8. Tình Ca Mùa Hạ (Lê Đức Long) - Ái Vân 9. Ai Về Sông Tương (Thông Đạt) - Elvis Phương 10. Suối Tóc (Văn Phụng) - Elvis Phương, Ái Vân |
| 020     | Dạ Vũ Nhạc Trẻ - Luân Vũ Ngày Mưa        | Nhiều ca sĩ                       | 10         | Chi tiết 1. Luân Vũ Tình Yêu - Minh Xuân 2. Nụ Cười Xa Vắng - Don Hồ 3. Tìm Nỗi Xót Xa - Thái Thảo 4. Luân Vũ Ngày Mưa - Don Hồ 5. Anh Là Tất Cả - Hương Thơ 6. Vườn Địa Đàng - Don Hồ 7. Bên Bờ Luân Vũ - Lilian 8. Giọt Sầu Rơi - Ngọc Huệ 9. Ánh Sao Đêm - Ngọc Hương 10. Bên Dương Cầm - Don Hồ |
| 021     | Paris By Night 12                        | Nhiều ca sĩ                       | 8          | Chi tiết 1. LK Cha Cha Cha - Như Mai, Quốc Sĩ, Lynda Trang Đài, Duy Tường PBN 12 2. Một Đêm Tình Ái - Hương Thơ 3. LK New Wave - Thúy Vi, Don Hồ, Ý Nhi, Duy Hạnh, Vân Thu, Huỳnh Thi, Ngọc Anh PBN 12 4. Yêu Hoa - Công Thành, Lynn 5. Sao Không Đến Bên Em (LV: Giáng Ngọc) - Jennie Mai PBN 12 6. LK Rumba - Vân Thu, Duy Hạnh, Thúy Vi, Huỳnh Thi, Ý Nhi, Don Hồ, Ngọc Anh 7. Yêu Nhau Đi - Như Mai 8. Say You Will - Ngọc Bích |
| 022     | Chuyến Xe Ba Người                       | Chế Linh, Thanh Tuyền, Phượng Mai | 12         | Chi tiết 1. Ngày Vui Qua Mau (Nhật Ngân) - Chế Linh 2. Chiều Cuối Tuần (Trúc Phương) - Phượng Mai 3. Chiều Biên Khu (Tuấn Khanh, Châu Ngân) - Thanh Tuyền 4. Tình Vỗ Cánh Bay (Anh Sơn) - Chế Linh 5. Thuở Chúng Mình Yêu Nhau - Phượng Mai 6. Giòng Lệ (Lam Phương) - Thanh Tuyền 7. Chuyến Xe Ba Người (Song Ngọc) - Chế Linh 8. Phố Đêm (Tâm Anh) - Phượng Mai 9. Cay Đắng Tình Đời (Phượng Linh) - Thanh Tuyền 10. Mưa Khuya (Thăng Long) - Phượng Mai 11. Lời Lữ Khách (Tú Nhi) - Chế Linh 12. Bông Cỏ May (Trúc Phương) - Phượng Mai                                                                     |
| 023     | Người Xa Người                           | Hương Lan, Chế Linh               | 10         | Chi tiết 1. Con Đường Xưa Em Đi (Châu Kỳ, Hồ Đình Phương) - Chế Linh, Hương Lan PBN 14 2. Chiều Cuối Tuần (Trúc Phương) - Hương Lan 3. Bài Hát Cho Người Kỹ Nữ (Nhật Ngân) - Chế Linh PBN 20 4. Hãy Quên Anh (Phương Kim) - Hương Lan 5. Từ Ngày Tình Bỏ Ra Đi (Nhật Ngân) - Chế Linh 6. Bài Ca Kỷ Niệm (Tú Nhi, Bằng Giang) - Chế Linh, Hương Lan 7. Duyên Tình (Xuân Tiên, Y Vân) - Hương Lan PBN 16 8. Mười Năm Yêu Em (Trầm Tử Thiêng) - Chế Linh 9. Từ Đó Em Buồn (Trần Thiện Thanh) - Hương Lan 10. LK Thành Phố Buồn, Giọt Lệ Sầu (Lam Phương), Lần Đầu Cũng Là Lần Cuối (Vũ Chương, Dạ Cầm) - Chế Linh |

### 1992
| Mã TNCD | Tên CD                       | Nghệ sĩ              | Số bài hát | Danh sách bài hát |
| ------- | ---------------------------- | -------------------- | ---------- | --- |
| 024     | Xin Mãi Còn Yêu              | Don Hồ               | 10         | Chi tiết 1. Biết Nói Thế Nào (LV: Mộ Dung) 2. Lại Gần Hôn Anh (LV: Phạm Duy) 3. Nàng Giáng Tiên PBN 15 4. Tình Địa Đàng (LV: Mộ Dung) 5. Sao Không Đến Với Anh 6. Hãy Thêm Một Lần (LV: Mộ Dung) 7. Xin Mãi Còn Yêu 8. Hãy Yêu Anh (LV: Mộ Dung) 9. Cõi Nhớ (LV: Mộ Dung) 10. Ngày Vui Chóng Qua (LV: Mộ Dung) |
| 025     | Cay Đắng Tình Đời            | Hương Lan, Thái Châu | 10         | Chi tiết 1. Tình Đời (Minh Kỳ, Vũ Chương) - Thái Châu, Hương Lan PBN 15 2. Đố Ai (Phạm Duy) - Hương Lan 3. Mùa Hoa Anh Đào (Thanh Sơn) - Hương Lan 4. Về Dưới Mái Nhà (Xuân Tiên, Y Vân) - Thái Châu, Hương Lan PBN 15 5. Sầu Lẻ Bóng (Anh Bằng) - Hương Lan 6. Những Lời Này Cho Anh (Trúc Phương) - Hương Lan 7. Nụ Tầm Xuân (Phạm Duy) - Thái Châu, Hương Lan 8. Quê Nghèo (Phạm Duy) - Hương Lan 9. Trăng Rụng Xuống Cầu (Hoàng Thi Thơ) - Thái Châu, Hương Lan 10. Tình Nước (Vũ Hòa Khánh) - Hương Lan |
| 026     | Chỉ Là Giấc Mơ Qua           | Họa Mi, Ái Vân       | 10         | Chi tiết 1. Chỉ Là Giấc Mơ Qua (LV: Nam Lộc) - Ái Vân, Họa Mi 2. Cuộc Tình Đã Mất - Ái Vân 3. Đến Với Em Đêm Nay - Họa Mi 4. Tình Ca Muôn Thuở - Ái Vân 5. Hương Xưa - Họa Mi 6. Sóng Nước Biếc - Ái Vân, Họa Mi 7. Tiếc Thu - Ái Vân 8. LK Xin Mãi Còn Yêu - Ái Vân, Họa Mi 9. Đường Nào Em Đi - Họa Mi 10. Đêm Đen - Ái Vân |
| 027     | Lệ Đá                        | Dalena               | 10         | Chi tiết 1. Lệ Đá (Trần Trịnh, Hà Huyền Chi) PBN 15 2. Cánh Buồm Xa Xưa 3. Như Đã Dấu Yêu (Đức Huy) 4. Khi Đã Yêu (Nguyễn Văn Đông) 5. Một Tình Yêu (Đức Huy) 6. Lòng Mẹ (Y Vân) 7. Đà Lạt Hoàng Hôn (Minh Kỳ, Vũ Chương) 8. Tình Đẹp Như Mơ (Lam Phương) 9. Xin Còn Gọi Tên Nhau (Trường Sa) 10. Xin Một Ngày Mai Có Nhau (Đức Huy) |
| 028     | Em Đến Thăm Anh Đêm 30       | Anh Khoa, Họa Mi     |            | |
| 029     | Tình Vào Thu                 | Nhiều ca sĩ          | 10         | Chi tiết 1. Tình Vào Thu (Trịnh Nam Sơn) - Trịnh Nam Sơn Thuy Nga Video 30 2. Mong Manh (LV: Vũ Xuân Hùng) - Ái Vân 3. Tình (Văn Phụng) - Ý Lan Thuy Nga Video 30 4. Bài Ngợi Ca Tình Yêu (LV: Julie) - Thái Thảo Thuy Nga Video 30 5. Tan Tác (LV: Lữ Liên) - Hương Lan 6. Em Vẫn Đợi Chờ - Họa Mi 7. Ơn Em (Từ Công Phụng) - Anh Khoa 8. Bài Không Tên Số 8 (Vũ Thành An) - Ngọc Bích 9. Tình Ca Mùa Hạ (Lê Đức Long) - Kim Anh PBN 15 9. Bây Giờ Tháng Mấy (Từ Công Phụng) - Thái Châu                    |
| 030     | Ngày Ấy Xa Nhau              | Ái Vân               |            | |
| 031     | Anh Yêu Em                   | Hương Lan, Thái Châu |            | |
| 032     | Tình Khúc Lam Phương - Cỏ Úa | Dalena, Thái Châu    |            | |
| 033     | Chút Ân Tình Mong Manh       | Elvis Phương, Dalena |            | |
| 034     | Hạnh Phúc Trong Tim          | Don Hồ, Ngọc Huệ     |            | |
| 035     | Nhạc Hòa Tấu New Age - Em Đi | Kelvin Khoa          | 10         | Chi tiết 1. Em Đi (Đức Huy) 2. Tiếng Đàn Khuya - Kelvin Khoa 3. Buồn Vương Màu Áo (Ngọc Trọng) 4. Joy Of Love (Kelvin Khoa) 5. Lời Tình Buồn (Vũ Thành An) 6. Bài Không Tên Số 5 (Vũ Thành An) 7. Quên Đi Tình Yêu Cũ (Trịnh Nam Sơn) 8. Bài Không Tên Số 4 (Vũ Thành An) 9. And I Love Her 10. Áo Lụa Hà Đông (Ngô Thụy Miên) |

### 1993
| Mã TNCD | Tên CD                          | Nghệ sĩ                           | Số bài hát | Danh sách bài hát |
| ------- | ------------------------------- | --------------------------------- | ---------- | --- |
| 036     | Nhạc Tiền Chiến Và Quê Hương    | Nhiều ca sĩ                       | 10         | Trích từ Thuy Nga Video 32 1. Nhớ Quê Hương (Phạm Ngữ) - Ái Vân 2. Nương Chiều (Phạm Duy) - Họa Mi 3. Nỗi Lòng Người Đi (Anh Bằng) - Thái Châu 4. Bài Ngợi Ca Quê Hương (Thanh Sơn) - Phương Hồng Quế 5. Mai Trở Lại Huế (Nguyễn Cư) - Hương Lan 6. Có Bao Giờ Em Hỏi (Phạm Duy & Duyên Anh) - Huỳnh Thi 7. Làng Tôi (Chung Quân) - Như Mai 8. Tình Nước (Vũ Hoài Thanh) - Anh Thoại 9. Ngày Về (Hoàng Giác) - Hoạ Mi & Ái Vân 10. Mùa Xuân Nào Ta Về (Lam Phương) - Thái Châu, Phương Hồng Quế, Hương Lan   |
| 037     | Nuối Tiếc                       | Ái Vân                            |            | |
| 038     | Giấc Mơ Ngày Mai                | Don Hồ                            |            | |
| 039     | Liên Khúc Paris By Night        | Nhiều ca sĩ                       | 8          | Chi tiết 1. LK Người Tình Mễ Tây Cơ - Phương Loan, Chí Tài Brothers 2. LK Twist - Thái Tài & Ngọc Huệ PBN 17 3. Tình Không Phai - Ngọc Bích 4. LK Thiên Đàng Ái Ân - Don Hồ & Bảo Hân PBN 17 5. LK Bolero - Ý Nhi, Don Hồ, Duy Hạnh, Huỳnh Thi, Phương Khanh 6. Người Tình - Ngọc Bích 7. LK New Wave - Thái Tài & Bảo Hân 8. Đến Bên Em - Dalena |
| 040     | Ngày Tân Hôn                    | Dalena, Anh Khoa                  |            | |
| 041     | Đêm Cô Đơn                      | Ngọc Trọng                        |            | |
| 042     | Thầm Kín                        | Dalena, Don Hồ                    |            | |
| 043     | Còn Tiếng Hát Gửi Người         | Duy Trác                          |            | |
| 044     | The Best of Paris By Night      | Nhiều ca sĩ                       | 9          | Chi tiết 1. LK Hát Cho Ngày Hôm Qua - Elvis Phương, Tuấn Ngọc, Duy Quang, Anh Khoa PBN 20 2. Tình Yêu - Mỹ Lan PBN 20 3. Chỉ Có Em Trong Tim - Kenny Thái & Ý Nhi PBN 17 4. Lời Trần Tình - Don Hồ PBN 20 5. Để Quên Con Tim (Đức Huy) - Kenny Thái PBN 18 6. Khắc Vào Tim - Bảo Hân PBN 20 7. Kỷ Niệm Trong Tim - Ngọc Bích 8. Tình Xanh - Lynda Trang Đài 9. Tình Mãi Bên Nhau - Dalena |
| 045     | Trò Chơi Tội Lỗi                | Dalena, Don Hồ, Duy Hạnh, Thúy Vi |            | |
| 046     | Phạm Duy 1 - Ngày Đó Chúng Mình | Nhiều ca sĩ                       | 10         | Trích từ Paris By Night 19 1. Vợ Chồng Quê - Ái Vân, Elvis Phương 2. LK Chuyện Tình Buồn, Ngàn Năm Vẫn Không Quên - Duy Quang 3. Nghìn Trùng Xa Cách - Thái Hiền 4. Bên Cầu Biên Giới - Phi Khanh 5. Ngày Đó Chúng Mình - Duy Trác 6. LK Con Đường Tình Ta Đi, Trả Lại Em Yêu - Duy Quang, Ái Vân 7. Em Hiền Như Ma Soeur - Don Hồ 8. Tiễn Em - Tuấn Ngọc 9. Nụ Tầm Xuân - Như Mai 10. Mùa Thu Chết - Anh Khoa                                                                                               |
| 047     | Phạm Duy 2 - Kỷ Niệm            | Nhiều ca sĩ                       | 10         | Trích từ Paris By Night 19 1. Áo Anh Sứt Chỉ Đường Tà - Elvis Phương 2. Tóc Mai Sợi Vắn Sợi Dài - Ái Vân, Duy Quang PBN 18 3. Kỷ Niệm - Thái Hiền 4. Tuổi Ngọc - Thái Thảo 5. Thương Tình Ca - Duy Trác 6. Giọt Mưa Trên Lá - Dalena 7. Ngậm Ngùi - Lệ Quyên 8. Đi Đâu Cho Thiếp Theo Cùng - Hương Lan 9. Nhơ Người Thương Binh - Như Mai 10. Tình Hoài Hương - Thái Thanh |
| 048     | Tình Khúc Ngô Thụy Miên         | Nhiều ca sĩ                       | 10         | Trích từ Paris By Night 21 1. Em Về Mùa Thu - Ái Vân 2. Bản Tình Ca Cho Em - Duy Quang 3. Từ Giọng Hát Em - Khánh Hà 4. Mắt Biếc - Tuấn Ngọc 5. Giọt Nước Mắt Ngà - Thái Thảo 6. Tình Cuối Chân Mây - Don Hồ 7. Giáng Ngọc - Như Mai 8. Mùa Thu Cho Em - Phi Khanh 9. Em Còn Nhớ Mùa Xuân - Thái Hiền 10. Niệm Khúc Cuối - Dalena |
| 049     | Mưa Sài Gòn, Mưa Hà Nội         | Hương Lan, Ái Vân                 |            | |
| 050     | Tình Khúc Giáng Sinh            | Nhiều ca sĩ                       | 10         | Chi tiết 1. LK Đi Tìm Chúa Tôi - Don Hồ, Ý Nhi, Kenny Thái PBN 18 2. Và Con Tim Đã Vui Trở Lại (Đức Huy) - Ái Vân PBN 18 3. Chúa Thương Chúng Ta (Thành Tâm) - Như Mai 4. Quê Hương Thượng Đế (Vũ Khôi Phúc & Trần Sỹ Tôn) - Phương Loan 5. Vang Câu Yêu Đời (LV: D. Dũng) - Như Mai & Huỳnh Thi 6. Xa Mặt Trời (Hoàng Nam) - Don Hồ 7. Holy Night - Dalena 8. Con Tìm Với Mẹ (LV: Kim Tuấn) - Hương Lan 9. Đêm Đen (LV: D. Dũng) - Chí Tài 10. LK Noel - Phương Loan, Huỳnh Thi, Chí Thiện, Phương Hồng Quế |
| 051     | Hạt Mưa Và Nỗi Nhớ              | Ái Vân                            |            | |
| 052     | Nắng Thủy Tinh                  | Dalena                            |            | |
| 053     | Ngưu Lang Chức Nữ               | Quang Bình, Trang Thanh Lan       |            | |
| 054     | Yêu Anh Như Ngày Xưa            | Dalena, Ái Vân                    |            | |

### 1994
| Mã TNCD | Tên CD                                           | Nghệ sĩ             | Số bài hát | Danh sách bài hát |
| ------- | ------------------------------------------------ | ------------------- | ---------- | --- |
| 055     | Thành Phố Sau Lưng                               | Hương Lan, Mỹ Lan   |            | |
| 056     | Take Our Time                                    | Bảo Hân, Henry Chúc |            | |
| 057     | 40 Năm Âm Nhạc Lam Phương 1 - Em Đi Rồi          | Nhiều ca sĩ         | 10         | Trích từ Paris By Night 22 1. Tình Nghĩa Đôi Ta Chỉ Thế Thôi - Duy Quang, Phi Khanh 2. Tình Đẹp Như Mơ - Thái Châu 3. Niềm Tim - Dalena 4. Mùa Xuân Không Còn Nữa - Anh Khoa 5. Cho Em Quên Tuổi Ngọc - Bạch Yến 6. Xót Xa - Elvis Phương 7. Em Đi Rồi - Họa Mi PBN 6 8. Mùa Thu Yêu Đương - Don Hồ, Ngọc Huệ 9. Tình Bơ Vơ - Hương Lan, Tuấn Vũ PBN 12 10. Tình Đau - Mỹ Lan |
| 058     | 40 Năm Âm Nhạc Lam Phương 2 - Chuyến Đò Vĩ Tuyến | Nhiều ca sĩ         | 10         | Trích từ Paris By Night 22 1. LK Ngày Tạm Biệt, Đèn Khuya, Tiễn Người Đi - Mỹ Lan, Phương Loan, Ngọc Thúy 2. Chuyến Đò Vỹ Tuyến - Hương Lan 3. LK Tình Anh Lính Chiến, Chiều Hành Quân - Anh Khoa 4. Kiếp Nghèo - Phương Hồng Quế 5. Giòng Lệ - Thái Châu 6. LK Khúc Ca Ngày Mùa, Trăng Thanh Bình - Quang Bình, Trang Thanh Lan 7. LK Thành Phố Buồn, Buồn Không Em - Chế Linh 8. Vĩnh Biệt - Dalena 9. Chờ Người - Lệ Quyên 10. Đoàn Người Lữ Thứ - Phương Hồng Quế, Hương Lan, Quang Bình, Trang Thanh Lan |
| 059     | Sad Without You                                  | Don Hồ              |            | |
| 060     | Liên Khúc Paris By Night 2                       | Nhiều ca sĩ         | 9          | Trích từ Paris By Night 23 1. LK Giòng Sông Babylon - Bảo Hân, Henry Chúc, Ngọc Thúy 2. Em Mơ Về Anh - Mỹ Lan 3. LK Lạnh Trọn Đêm Mưa - Ngọc Huệ, Don Hồ, Hằng Nga, Duy Hạnh, Lilian, Huỳnh Thi, Dalena 4. Một Ngày Không Có Anh (Y Vân) - Ngọc Huệ PBN 18 5. Tình Em Trao Anh (LV: Khúc Lan) - Ngọc Thúy PBN 25 6. LK Đưa Nhau Vào Cõi Ân Tình - Dalena, Lilian, Duy Hạnh, Phương Khanh, Ngọc Huệ, Don Hồ, Ý Nhi, Lynda Trang Đài 7. Đời Vẫn Buồn Xót Xa - Hương Thơ 8. LK Em Sẽ Theo Anh - Lilian, Don Hồ, Ngọc Huệ, Duy Hạnh, Hằng Nga, Phương Khanh, Huỳnh Thi, Thái Tài, Lynda Trang Đài 9. Anh Là Tất Cả - Ý Nhi                                                                                          |
| 061     | Tình Trong Dĩ Vãng                               | Phi Khanh, Ái Vân   |            | |
| 062     | Đêm Nhạc Hội Paris                               | Nhiều ca sĩ         | 10         | Chi tiết 1. Giăng Câu (Tô Thanh Tùng) - Hương Lan, Elvis Phương, Trang Thanh Lan, Quang Bình PBN 26 2. Đừng Nói Xa Nhau (Châu Kỳ, Hồ Đình Phương) - Hương Lan, Thái Châu PBN 20 3. LK Không - Duy Quang, Thái Châu, Elvis Phương PBN 24 4. Kể Chuyện Trong Đêm (Hoàng Trang) - Anh Khoa, Phương Hồng Quế PBN 20 5. Tàu Về Quê Hương (Hồng Vân) - Sơn Ca, Quang Bình PBN 25 6. Đàn Bà (Song Ngọc) - Elvis Phương, Duy Quang PBN 26 7. Đôi Ngã Chia Ly (Khánh Băng) - Phi Khanh PBN 25 8. Em Buồn Anh Thương (Thanh Phong) - Quang Bình, Trang Thanh Lan 9. Anh Về Với Em (Trần Thiện Thanh) - Anh Khoa, Phương Hồng Quế PBN 26 10. LK Nhạc Trúc Phương - Hương Lan, Trang Thanh Lan, Phương Hồng Quế, Quang Bình |
| 063     | Trên Dòng Sông Nhỏ                               | Hương Lan           |            | |
| 064     | Liên Khúc Paris By Night 3                       | Nhiều ca sĩ         | 10         | Chi tiết 1. Chuyện Tình Không Suy Tư (Tâm Anh) - Mỹ Lan, Phương Loan, Chí Tài Brothers PBN 23 2. Do The Samba - Don Hồ, Ngọc Thúy, Phi Phi, Ngọc Huệ, Shayla PBN 24 3. L'amour Voyage - Khánh Hà, Franck Olivier PBN 26 4. Yêu - Mỹ Lan PBN 26 5. LK Tình Yêu Và Tuổi Trẻ - Phương Loan, Hương Thơ, Jenny Loan, Chí Tài Brothers PBN 24 6. Đến Với Anh Đêm Nay - Dalena & Thái Tài PBN 18 7. LK Tình Yêu Thủy Thủ - Chí Tài, Phương Loan, Jenny Loan PBN 25 8. Túp Lều Lý Tưởng (Hoàng Thi Thơ) - Thái Tài & Bảo Hân PBN 26 9. Xin Cho Em Tình Yêu - Mỹ Lan PBN 24 10. LK Rồi Mai Tôi Đưa Em - Nguyễn Hưng & Kỳ Duyên PBN 26                                                                                    |
| 065     | Trăng Sáng Vườn Chè                              | Ái Vân              |            | |
| 066     | Lặng Thầm                                        | Nguyễn Hưng         |            | |
| 067     | A Man Without Love                               | Henry Chúc          |            | |
| 068     | Văn Phụng 1 - Tiếng Hát Với Cung Đàn             | Nhiều ca sĩ         | 10         | Trích từ Paris By Night 27 1. Mưa - Phi Khanh 2. Bóng Người Đi - Ý Lan 3. Tiếng Hát Với Cung Đàn - Ái Vân, Phi Khanh, Duy Quang, Elvis Phương 4. Em Mới Biết Yêu Đã Biết Sầu - Dalena 5. Suối Tóc - Châu Hà 6. Đêm Buồn - Ái Vân 7. Mưa Trên Phím Ngà - Duy Quang 8. Giã Từ Đêm Mưa - Anh Khoa 9. Tôi Đi Giữa Hoàng Hôn - Nguyễn Hưng 10. Nhớ Bến Đà Giang - Phương Hồng Quế |
| 069     | Văn Phụng 2 - Ghé Bến Sài Gòn                    | Nhiều ca sĩ         | 10         | Trích từ Paris By Night 27 1. Ghé Bến Sài Gòn - Mỹ Lan, Phương Loan, Jenny Loan, Henry Chúc, Chí Tài, Chí Thiện, Nhất Lý 2. Các Anh Đi - Hương Lan 3. Bên Lưng Đèo - Elvis Phương 4. Ô Mê Ly - Phi Khanh, Ái Vân, Elvis Phương, Duy Quang PBN 24 5. Trở Về Huế - Nguyễn Hưng 6. Hết Đêm Nay Mai Sẽ Hay - Don Hồ 7. Tình - Thanh Lan 8. Bức Họa Đồng Quê - Bảo Hân, Ngọc Thúy, Mỹ Lan, Jenny Loan, Phương Loan 9. Nỗi Buồn - Diễm Liên 10. Vó Câu Muôn Dặm - Nguyễn Hưng, Duy Quang, Anh Khoa, Ngọc Trọng, Chí Tài, Chí Thiện, Nhất Lý |

### 1995
| Mã TNCD | Tên CD                                         | Nghệ sĩ                   | Số bài hát | Danh sách bài hát |
| ------- | ---------------------------------------------- | ------------------------- | ---------- | --- |
| 070     | Vĩnh Biệt Mùa Hè                               | Don Hồ, Diễm Liên         |            | |
| 071     | Con Yêu                                        | Diễm Liên                 |            | |
| 072     | Tình Thư Của Lính                              | Thế Sơn                   |            | |
| 073     | 40 Năm Âm Nhạc Lam Phương 3 - Một Đời Tan Vỡ   | Nhiều ca sĩ               | 10         | Trích từ Paris By Night 28 1. Mưa Lệ - Phi Khanh 2. Mình Mất Nhau Bao Giờ - Don Hồ, Ngọc Thúy 3. Một Đời Tan Vỡ - Khánh Hà 4. LK Biết Đến Bao Giờ, Đêm Dài Chiến Tuyến - Phương Hồng Quế 5. Đường Về Quê Hương - Quang Bình, Trang Thanh Lan 6. Đánh Mất Đêm Vui - Hương Lan 7. Tình Chết Theo Mùa Đông - Elvis Phương 8. Yêu Thầm - Thanh Lan 9. Bé Yêu - Chí Tài, Phương Loan 10. Lời Yêu Cuối - Diễm Liên |
| 074     | 40 Năm Âm Nhạc Lam Phương 4 - Những Gì Cho Em  | Nhiều ca sĩ               | 10         | Trích từ Paris By Night 28 1. LK Khóc Thầm, Vùng Trời Ngày Đó - Hương Lan 2. Nắng Đẹp Miền Nam - Phương Loan, Ngọc Thúy, Mỹ Lan 3. LK Thu Sầu, Lạy Trời Con Được Bình Yên - Ý Lan 4. LK Những Gì Cho Em, Chờ - Anh Khoa, Duy Quang 5. Kiếp Phiêu Bồng - Mỹ Lan 6. LK Niềm Vui Đơn Côi, Cỏ Úa - Ái Vân, Elvis Phương 7. LK Chỉ Có Em, Yêu Nhau Bốn Mùa - Henry Chúc, Bảo Hân, Jenny Loan 8. Như Giấc Chiêm Bao - Don Hồ 9. Phút Cuối - Dalena 10. LK Giọt Lệ Sầu - Phương Loan, Ngọc Thúy, Jenny Loan, Bảo Hân, Mỹ Lan |
| 075     | Duyên Kiếp                                     | Dalena, Nguyễn Hưng       |            | |
| 088     | When I Fall In Love                            | Dalena, Henry Chúc        |            | |
| 089     | Tình Thiên Thu                                 | Mỹ Lan                    |            | |
| 090     | Dòng Đời                                       | Don Hồ                    |            | |
| 092     | Liên Khúc Paris By Night 4                     | Nhiều ca sĩ               | 10         | Chi tiết 1. Những Bước Chân Âm Thầm (Y Vân) - Phi Phi, Bảo Hân, Ngọc Thúy 2. Người Tình Mùa Đông (LV: Anh Bằng) - Mỹ Lan 3. Trái Tim Ngục Tù (Đức Huy) - Don Hồ PBN 25 4. Cô Bé Dỗi Hờn (Nguyễn Ngọc Thiện) - Mỹ Lan 5. Cần Có Anh Yêu - Mỹ Linh PBN 31 6. Cha Cha Cha - Bảo Hân, Phi Phi, Jenny Loan PBN 31 7. Tình Lỡ (Thanh Bình) - Dalena 8. LK Bước Tình Hồng - Nguyễn Hưng & Kỳ Duyên PBN 29 9. T'aimer (Franck Olivier) - Thanh Lan, Franck Olivier PBN 29 10. Tặng Nhau Đóa Hoa Hồng (LV: Nhật Ngân) - Mỹ Lan |
| 093     | Nỗi Nhớ Muộn Màng                              | Ý Lan                     |            | |
| 094     | Một Ông Hai Bà                                 | Ái Vân, Ái Thanh, Chí Tài |            | |
| 095     | Lời Ru Mùa Đông                                | Ái Vân                    |            | |
| 097     | Ngựa Hoang                                     | Nguyễn Hưng               |            | |
| 098     | Mai Lỡ Mình Xa Nhau                            | Hương Lan, Thế Sơn        |            | |
| 099     | 20 Năm Tình Cũ                                 | Nhiều ca sĩ               | 10         | Chi tiết 1. 20 Năm Tình Cũ (Trần Quảng Nam) - Ý Lan PBN 32 2. Quên Đi Tình Yêu Cũ (Trịnh Nam Sơn) - Trịnh Nam Sơn PBN 32 3. Còn Yêu Em Mãi (Nguyễn Trung Cang) - Elvis Phương PBN 29 4. Trả Lại Anh (Đức Quỳnh) - Dalena PBN 26 5. Giọt Nắng Bên Thềm (Thanh Tùng) - Nguyễn Hưng 6. Mộng Sầu (Trầm Tử Thiêng) - Duy Quang & Dalena PBN 31 7. Mùa Xuân Trên Đỉnh Bình Yên (Từ Công Phụng) - Ý Lan 8. Dư Âm (Nguyễn Văn Tý) - Elvis Phương PBN 25 9. Cho Lần Cuối (Lê Uyên Phương) - Tuấn Ngọc & Thái Thảo PBN 25 10. Tôi Với Trời Bơ Vơ (Tùng Giang) - Duy Quang PBN 32                                                                                      |
| 100     | Ru Em                                          | Don Hồ                    |            | |
| 101     | Hòa Tấu Rumba - Trả Lại Em                     | Nhiều ca sĩ               |            | |
| 102     | Remember You, Remember Me                      | Henry Chúc, Bảo Hân       |            | |
| 103     | Lời Tạ Tình Cho Em                             | Hương Lan, Nguyễn Hưng    |            | |
| 104     | 20 Năm Nhìn Lại                                | Nhiều ca sĩ               | 10         | Trích từ Paris By Night 32 1. Vĩnh Biệt Sài Gòn (Nam Lộc) - Khánh Ly 2. Quê Hương Bỏ Lại (Tô Huyền Vân) - Hương Lan 3. Một Lần Miên Viễn Xót Xa (Nguyễn Đức Thành) - Elvis Phương 4. Đây Thôn Vỹ Dạ (Phạm Duy, Hàn Mặc Tử) - Dalena 5. LK Hai Sắc Hoa Ti-gôn - Thanh Lan, Thái Châu 6. Người Xa Người (Trần Thiện Thanh) - Nguyễn Hưng, Kỳ Duyên 7. Một Chút Quà Cho Quê Hương (Việt Dzũng) - Mỹ Huyền 8. Tuổi Mơ (Lam Phương) - Bảo Hân, Phi Phi, Phượng Thúy 9. LK Dĩ Vãng (Trịnh Nam Sơn), Buồn (Y Vân) - Thế Sơn, Thanh Hà 10. Tôi Với Trời Bơ Vơ (Tùng Giang) - Duy Quang 11. Đàn Chim Tha Phương (Đức Huy) - Nguyễn Hưng, Thế Sơn, Mỹ Huyền, Thanh Hà |
| 105     | Thuyền Hoa                                     | Ái Vân                    |            | |
| 106     | A Don Ho Ho Ho Christmas - Giáng Sinh Đặc Biệt | Don Hồ                    |            | |

### 1996
| Mã TNCD | Tên CD                                          | Nghệ sĩ                       | Số bài hát | Danh sách bài hát |
| ------- | ----------------------------------------------- | ----------------------------- | ---------- | --- |
| 107     | Lệ Hoang                                        | Thanh Hà                      |            | |
| 108     | Nhạc Tình Đức Huy 1 - Đường Xa Ướt Mưa          | Nhiều ca sĩ                   |            | |
| 109     | Nhạc Tình Đức Huy 2 - Và Con Tim Đã Vui Trở Lại | Nhiều ca sĩ                   |            | |
| 110     | Hải Đảo Cô Đơn                                  | Don Hồ, Ngọc Huệ              |            | |
| 111     | Liên Khúc Paris By Night 5                      | Nhiều ca sĩ                   |            | |
| 112     | Tôi Với Người Đã Quên                           | Dalena                        |            | |
| 113     | Say                                             | Nguyễn Hưng                   |            | |
| 114     | Tìm Nhau Trong Kỷ Niệm                          | Thế Sơn, Hoàng Lan            |            | |
| 115     | Một Đời Yêu Anh                                 | Nguyễn Hưng, Ái Vân           |            | |
| 116     | Những Chiều Không Có Em                         | Thế Sơn                       |            | |
| 117     | Phạm Duy 3 - Bài Ca Sao                         | Nhiều ca sĩ                   |            | |
| 118     | Phạm Duy 4 - Tiếng Đàn Tôi                      | Nhiều ca sĩ                   |            | |
| 119     | Hoa Tím Ngày Xưa                                | Hương Lan, Thế Sơn            |            | |
| 120     | Hạnh Phúc Bất Chợt                              | Ngọc Thúy, Don Hồ, Jenny Loan |            | |
| 121     | Liên Khúc Paris By Night 6                      | Nhiều ca sĩ                   |            | |
| 122     | Cho Rơi Những Bụi Tình                          | Thanh Hà                      |            | |
| 123     | Tình Là Sợi Tơ                                  | Thế Sơn, Mỹ Huyền, Hoàng Lan  |            | |
| 124     | Tình Khúc Lam Phương - Những Khía Cạnh Cuộc Đời | Hương Lan, Thế Sơn            |            | |
| 125     | Tơ Duyên                                        | Ái Vân                        | 10         | Chi tiết 1. Vỗ Cái Trống Cơm (Nguyễn Nghị) 2. Đố Ai (Phạm Duy) - Ái Vân, Thái Châu 3. Chuyện Tình Lá Diêu Bông (Nguyễn Tiến, Hoàng Cầm) PBN 39 4. Tình Thắm Duyên Quê (Trúc Phương) - Ái Vân, Nguyễn Hưng 5. Người Ơi Người Ở Đừng Về 6. Ngựa Ô Huế 7. Gió Đánh Đò Đưa - Ái Vân, Thế Sơn 8. Tơ Duyên (Ngọc Sơn) 9. Bèo Dạt Mây Trôi 10. Người Đẹp Trong Tranh (Phạm Duy) - Ái Vân, Thế Sơn PBN 36 |

### 1997
| Mã TNCD | Tên CD                                                   | Nghệ sĩ                      | Số bài hát | Danh sách bài hát |
| ------- | -------------------------------------------------------- | ---------------------------- | ---------- | --- |
| 126     | Huế Và Em                                                | Hương Lan                    |            | |
| 127     | Kẻ Yêu Thầm                                              | Thế Sơn, Mỹ Huyền            |            | |
| 128     | Em Cứ Hẹn                                                | Hoài Nam                     |            | |
| 129     | Qua Cơn Mê                                               | Hoàng Lan                    |            | |
| 130     | Love                                                     | Don Hồ                       |            | |
| 131     | Ngô Thụy Miên Và Những Sáng Tác Mới - Riêng Một Góc Trời | Nhiều ca sĩ                  |            | |
| 132     | Hương Phai                                               | Hương Lan, Thái Châu         |            | |
| 133     | Còn Lại Nỗi Cô Đơn                                       | Nguyễn Hưng                  |            | |
| 134     | Lệ Tình Buồn                                             | Thế Sơn                      |            | |
| 135     | Hoài Mộng                                                | Don Hồ, Dalena               |            | |
| 136     | Liên Khúc Paris By Night 7                               | Nhiều ca sĩ                  |            | |
| 137     | Bóng Chiều Xưa                                           | Họa Mi                       | 10         | Chi tiết 1. Bóng Chiều Xưa (Dương Thiệu Tước) PBN 37 2. Trở Về Mái Nhà Xưa (LV: Phạm Duy) PBN 35 3. Tiếc Thu (Thanh Trang) PBN 38 4. Tôi Với Người Đã Quên (Hoàng Trọng Thụy) 5. Bài Không Tên Số 3 (Vũ Thành An) 6. Mộng Ban Đầu (Hoàng Trọng) PBN 39 7. 20 Năm Tình Cũ (Trần Quảng Nam) 8. Một Thuở Yêu Đàn (Hoàng Trọng) 9. Nửa Hồn Thương Đau (Phạm Đình Chương) PBN 36 10. Suối Tóc (Văn Phụng) |
| 138     | The One I Want                                           | Tommy Ngô, Lynda Trang Đài   |            | |
| 139     | Giọt Nước Mắt Cho Việt Nam                               | Nhiều ca sĩ                  |            | |
| 140     | Tình                                                     | Thái Châu, Ái Vân            |            | |
| 141     | Từ Giã Thơ Ngây                                          | Hoàng Lan                    |            | |
| 142     | Bọt Biển                                                 | Thế Sơn, Như Quỳnh           | 10         | Chi tiết 1. Bọt Biển (Lam Phương) - Như Quỳnh, Thế Sơn PBN 39 2. Không Bao Giờ Quên Anh (Hoàng Trang) - Như Quỳnh 3. Sầu Lắng (Tô Thanh Sơn) - Thế Sơn 4. Cay Đắng Tình Đời (Phượng Linh) - Như Quỳnh 5. Tôi Vẫn Nhớ (Ngân Giang) - Như Quỳnh, Thế Sơn PBN 38 6. Thành Phố Buồn (Lam Phương) - Thế Sơn 7. Chút Kỷ Niệm Buồn (Tô Thanh Sơn) - Như Quỳnh 8. Đôi Ngã Đôi Ta (Trần Thiện Thanh) - Như Quỳnh, Thế Sơn 9. Ngày Vui Qua Mau (Nhật Ngân, Đinh Việt Lang) - Thế Sơn PBN 39 10. Ru Nắng (Trầm Tử Thiêng) - Như Quỳnh                                                                                   |
| 143     | Dreams                                                   | Bảo Hân                      |            | |
| 144     | Cám Ơn Người Tình                                        | Thanh Hà                     |            | |
| 145     | Những Tình Khúc Ngọc Trọng & Mai Nguyễn - Cuộc Tình Lỡ   | Don Hồ, Thanh Hà             |            | |
| 146     | Mẹ - Volume 1                                            | Nhiều ca sĩ                  |            | |
| 147     | Me - Volume 2                                            | Nhiều ca sĩ                  |            | |
| 148     | Loài Hoa Không Tên                                       | Thế Sơn, Hoàng Lan           |            | |
| 149     | Liên khúc Rumba & Cha Cha Cha - Ngày Xưa Anh Nói         | Thế Sơn, Hoàng Lan, Mỹ Huyền |            | |
| 150     | Thúy Đã Đi Rồi                                           | Nguyễn Hưng                  |            | |
| 151     | Chuyện Tình Buồn 100 Năm                                 | Hoài Nam                     |            | |
| 152     | Hoàng Thi Thơ 1 - Đường Xưa Lối Cũ                       | Nhiều ca sĩ                  | 10         | Trích từ Paris By Night 41 1. Đường Xưa Lối Cũ - Như Quỳnh 2. Nhớ Thành Đô - Thái Châu 3. Ô Kìa Đời Bỗng Dưng Vui - Trúc Linh, Trúc Lam, Thiên Kim 4. Ôi Chưa Kịp Nói Với Nhau Một Lời - Lưu Bích 5. Tình Mùa Hoa Đào - Hương Lan 6. Mùa Thu Đông Kinh - Don Hồ 7. Bài Thơ Cuối Cùng - Ý Lan 8. Đưa Em Xuống Thuyền - Ái Vân 9. Tạ Tình - Họa Mi 10. LK Xây Nhà Bên Suối, Túp Lều Lý Tưởng - Tommy Ngô, Lynda Trang Đài |
| 153     | Hoàng Thi Thơ 2 - Ai Buồn Hơn Ai                         | Nhiều ca sĩ                  | 12         | Trích từ Paris By Night 41 1. Chuyện Tình Người Trinh Nữ Tên Thi - Như Quỳnh 2. Những Ngày Thơ Mộng - Thanh Hà 3. Hoa Hồng Một Đóa - Nguyễn Hưng 4. Rong Chơi Cuối Trời Quên Lãng - Thiên Kim 5. LK Duyên Quê, Tình Ta Với Mình - Sơn Ca, Quang Bình 6. Tà Áo Cưới - Hoài Nam 7. Con Tim Và Nước Mắt - Trúc Lam, Trúc Linh 8. Ai Buồn Hơn Ai - Hoàng Lan 9. LK Rước Tình Về Với Quê Hương, Tình Ca Trên Lúa, Gạo Trắng Trăng Thanh - Ái Vân, Thái Châu, Hoàng Lan, Thế Sơn, Mỹ Huyền, Nguyễn Hưng 10. Hỏi Người Còn Nhớ Đên Ta - Thế Sơn 11. Bóng Hồng Việt Nam - Mỹ Huyền 12. Điệu Buồn Dang Dở - Thanh Lan |

### 1998
| Mã TNCD | Tên CD                                          | Nghệ sĩ                         | Số bài hát | Danh sách bài hát |
| ------- | ----------------------------------------------- | ------------------------------- | ---------- | --- |
| 154     | Hạnh Phúc Trong Tầm Tay                         | Lưu Bích                        |            | |
| 155     | Khổ Vì Yêu                                      | Mỹ Huyền                        |            | |
| 156     | Những Tình Khúc Chọn Lọc                        | Thế Sơn                         |            | |
| 157     | Nỗi Buồn Châu Pha                               | Mạnh Đình, Như Quỳnh, Hoàng Lan | 10         | Chi tiết 1. Nỗi Buồn Châu Pha (Lê Dinh) - Như Quỳnh PBN 42 2. Chút Kỷ Niệm Buồn (Tô Thanh Sơn) - Mạnh Đình PBN 42 3. Phận Tơ Tằm (Minh Kỳ, Hồ Tịnh Tâm) - Hoàng Lan PBN 42 4. LK Tuổi Học Trò - Như Quỳnh, Hoàng Lan, Mỹ Huyền PBN 42 5. Nửa Đêm Ngoài Phố (Trúc Phương) - Mạnh Đình 6. Chung Mộng (Lam Phương) - Như Quỳnh PBN 43 7. Chuyện Ngày Xưa - Hoàng Lan 8. Giã Từ Người Yêu (Lam Phương) - Mạnh Đình 9. Đêm Không Ngủ (Anh Bằng) - Hoàng Lan 10. Nửa Kiếp Cô Đơn (Hàn Sinh) - Mạnh Đình PBN 43 |
| 158     | Thu Vàng Trên Lối                               | Ngọc Huệ                        |            | |
| 159     | Liên Khúc Paris By Night 8 - Never Fall In Love | Nhiều ca sĩ                     |            | |
| 160     | Vực Sâu Hạnh Phúc                               | Don Hồ                          |            | |
| 161     | Khi Người Xa Tôi                                | Thiên Kim                       |            | |
| 162     | Tình Yêu Màu Tím                                | Hoàng Lan                       |            | |
| 163     | Hương                                           | Nguyễn Hưng                     |            | |
| 164     | Ước Hẹn Ngày Mùa                                | Ái Vân                          |            | |
| 165     | Một Thuở Yêu Người                              | Don Hồ, Châu Ngọc               |            | |
| 166     | Tim Vẫn Trong Ta                                | Thanh Hà                        |            | |
| 167     | Tình Yêu Như Ván Bài                            | Nhiều ca sĩ                     |            | |
| 168     | Đêm Cuối Cùng                                   | Ý Lan, Thanh Hà, Thùy Dương     | 10         | Chi tiết 1. Ánh Đèn Màu (LV: Phạm Duy) - Ý Lan PBN 39 2. Tình Khúc Thứ Nhất (Vũ Thành An, Nguyễn Đình Toàn) - Thanh Hà PBN 43 3. Mùa Xuân Sao Chưa Về Hỡi Em (Trường Sa) - Tuấn Ngọc PBN 44 4. Em Đến Thăm Anh Một Chiều Mưa (Tô Vũ) - Thùy Dương PBN 43 5. Lời Tình Buồn (Hoàng Thanh Tâm) - Ý Lan 6. Chán Nản (Văn Phụng) - Thanh Hà PBN 42 7. Hẹn Hò (Phạm Duy) - Thùy Dương PBN 44 8. Đêm Cuối Cùng (Phạm Đình Chương) - Ý Lan PBN 45 9. Điệu Buồn (Thanh Trang) - Thùy Dương PBN 45 10. Mái Tóc Dạ Hương (Nguyễn Hiền, Đinh Hùng) - Ý Lan PBN 36 |
| 169     | Tình Là...                                      | Bảo Hân                         |            | |
| 170     | Tình Chàng Ý Thiếp                              | Hương Lan                       |            | |
| 171     | Yêu Lầm                                         | Mỹ Huyền, Phi Nhung, Hoàng Lan  |            | |
| 172     | Nhạc Khiêu Vũ Collection 1                      | Nhiều ca sĩ                     | 12         | Chi tiết 1. Vó Câu Muôn Dặm (Văn Phụng) - Nguyễn Hưng, Duy Quang, Anh Khoa, Ngọc Trọng, Chí Tài, Chí Thiện, Nhất Lý PBN 27 2. Giọng Ca Dĩ Vãng (Bảo Thu) - Dalena 3. Sầu Đông (Khánh Băng) - Nguyễn Hưng PBN 37 4. Unchained Melody - Ngọc Bích PBN 14 5. Black Is Black (LV: Chí Tài) - Châu Ngọc, Phi Phi PBN 38 6. Như Giấc Chiêm Bao (Lam Phương) - Don Hồ 7. Khúc Hát Thanh Xuân (LV: Phạm Duy) - Kiều Hưng 8. Tango Xanh (LV: Phạm Duy) - Elvis Phương 9. Có Nhớ Đêm Nào (Khánh Băng) - Nguyễn Hưng 10. Phút Cuối (Lam Phương) - Anh Khoa PBN 16 11. Sa Mạc Tuổi Trẻ (Huỳnh Anh) - Thế Sơn 12. Tình Nghĩa Đôi Ta Chỉ Thế Thôi (Lam Phương) - Duy Quang, Phi Khanh PBN 22 |
| 173     | Nhạc Khiêu Vũ Collection 2                      | Nhiều ca sĩ                     |            | |
| 174     | Tình Và Tiền                                    | Thế Sơn                         |            | |
| 175     | Liên khúc Rumba & Cha Cha Cha - Về Miền Tây     | Thế Sơn, Hoàng Lan, Mỹ Huyền    |            | |
| 176     | Mất Anh...Đời Vẫn Vui                           | Kỳ Duyên, Maurice Đạt           |            | |
| 177     | Vào Hạ                                          | Nhiều ca sĩ                     |            | |
| 178     | Một Thời Hoa Mộng                               | Bảo Ngọc                        |            | |
| 179     | Biết Làm Sao Thôi Nhớ                           | Thiên Kim                       |            | |
| 180     | Hối Tiếc                                        | Don Hồ                          |            | |
| 181     | Chỉ Riêng Mình Ta                               | Nguyễn Hưng                     |            | |
| 182     | Khi Đã Yêu                                      | Hoàng Lan                       |            | |

### 1999
| Mã TNCD | Tên CD                                            | Nghệ sĩ                                  | Số bài hát | Danh sách bài hát |
| ------- | ------------------------------------------------- | ---------------------------------------- | ---------- | --- |
| 183     | Nhạc Khiêu Vũ Collection 3                        | Nhiều ca sĩ                              |            | |
| 184     | Nhạc Khiêu Vũ Collection 4                        | Nhiều ca sĩ                              |            | |
| 185     | Khi Có Chàng                                      | Phương Vy, Bảo Hân, Châu Ngọc, Thiên Kim |            | |
| 186     | Trong Tầm Mắt Đời                                 | Hoài Nam                                 |            | |
| 186     | Hoàng Thi Thơ 3 - Hình Ảnh Người Em Không Đợi     | Nhiều ca sĩ                              |            | |
| 187     | Hoàng Thi Thơ 4 - Múc Ánh Trăng Vàng              | Nhiều ca sĩ                              |            | |
| 189     | Đêm Vắng Anh                                      | Lưu Bích                                 |            | |
| 190     | Tim Vỡ                                            | Don Hồ, Như Quỳnh                        | 10         | Chi tiết 1. Chuyện Lứa Đôi (Thế Hiển) - Don Hồ, Như Quỳnh PBN 48 2. Tình Cờ (Diệp Minh Tuyền) - Như Quỳnh 3. Nửa Đời Yêu Em (Lam Phương) - Don Hồ 4. Ú Tim (Thế Hiển) - Don Hồ, Như Quỳnh 5. Nụ Hồng Mong Manh (LV: Nhật Ngân) - Như Quỳnh 6. Tim Vỡ (Lam Phương) - Don Hồ, Như Quỳnh 7. Em Đi Rồi (Lam Phương) - Như Quỳnh 8. Vườn Yêu (Minh Nguyệt, Lê Văn Cường) - Don Hồ 9. Bài Ca Kỷ Niệm (Tú Nhi, Bằng Giang) - Don Hồ, Như Quỳnh 10. Trái Tim Không Ngủ Yên (Thanh Tùng) - Don Hồ, Như Quỳnh                                                           |
| 191     | Xa Người Yêu                                      | Mỹ Huyền                                 | 10         | Chi tiết 1. Mộng Ước (Lam Phương) 2. Xa Người Yêu (Phú Quốc Lân & Linh Trang) 3. Nghi Ngờ (Lê Kim Tuấn) - Mỹ Huyền & Thế Sơn PBN 46 4. Thà Đừng Yêu Nhau (Bằng Giang) 5. Tiễn Người Đi (Lam Phương) 6. Tàn Thu (Lam Phương) PBN 48 7. Kiếp Không Chồng (Nhật Ngân) 8. Nhạt Nắng (Xuân Lôi & Y Vân) PBN 45 9. Lan Và Điệp (Đoàn Minh & Tô Châu) 10. Đêm Trao Kỷ Niệm (Hùng Cường) |
| 192     | Tình Yêu Đầu Tiên                                 | Bảo Hân                                  |            | |
| 193     | Top Hits 1 - Cà Phê Đắng Trở Lại                  | Nhiều ca sĩ                              | 10         | Chi tiết 1. Cà Phê Đắng Trở Lại (Nguyễn Đình Lợi) - Don Hồ PBN 48 2. Foolish Beat - Phương Vy PBN 48 3. Cuộc Tình Hai Mặt (Quốc Dũng) - Thiên Kim 4. She's Not There (LV: Duy Quang) - Tommy Ngô PBN 48 5. Nếu Thời Gian Trở Lại (LV: Lê Xuân Trường) - Bảo Hân 6. Một Ngày Không Có Anh (Y Vân) - Trúc Linh, Trúc Lam PBN 48 7. I'll Be There - Bảo Hân 8. Yesterday - Tuấn Ngọc, Thái Thảo, Thái Hiền, Duy Quang PBN 46 9. Frozen (LV: Duy Quang) - Lynda Trang Đài PBN 45 10. Westside Story - Tommy Ngô, Bảo Hân PBN 46                                   |
| 194     | Lý Con Sáo Bạc Liêu                               | Phi Nhung                                | 10         | Chi tiết 1. Lý Con Sáo Bạc Liêu (Phan Ni Tấn) PBN 49 2. Phản Bội (Hàn Ni & Thục Chương) 3. Lần Đầu Nói Dối (Vinh Sử & Giao Tiên) 4. Đường Tình Đôi Ngã (Ngân Giang) - Phi Nhung & Thế Sơn 5. Tội Tình (Hàn Châu) 6. Không Muốn Giết Người Yêu (Vinh Sử) 7. Rồi Ngày Mai Xa Nhau (Thanh Triết) - Phi Nhung & Thế Sơn 8. Để Tóc Nàng Ngủ Yên (Vinh Sử) 9. Khổ Tâm (Vinh Sử) 10. Người Em Xứ Bưởi (Lê Chí Trung) |
| 195     | Vì Sao                                            | Thiên Kim                                |            | |
| 196     | Tình Yêu Vỗ Cánh                                  | Như Quỳnh                                | 10         | Chi tiết 1. Tình Yêu Vỗ Cánh (Thanh Sơn) - Như Quỳnh, Mạnh Đình PBN 50 2. Câu Lạc Bộ Làm Quen (Quốc Dũng) 3. Thành Phố Sương Mù (Huỳnh Anh) 4. Niềm Vui Không Trọn Vẹn (Lam Phương) PBN 50 5. Chuyến Đi Về Sáng (Mạnh Phát) PBN 48 6. Mùa Đông Thương Nhớ (Hùng Linh) 7. Cho Vừa Lòng Em (Phan Trần) - Như Quỳnh, Thế Sơn 8. Chiều Cuối Tuần (Trúc Phương) 9. Người Yêu Dấu (LV: Chí Tài) 10. Tàn Nỗi Mong Chờ (LV: Lê Xuân Trường) PBN 46 |
| 197     | Hãy Cho Tôi                                       | Nguyễn Hưng                              |            | |
| 198     | Chiều Hoang                                       | Thế Sơn                                  |            | |
| 199     | Chúng Ta Đi Mang Theo Quê Hương 1                 | Nhiều ca sĩ                              |            | |
| 200     | Chúng Ta Đi Mang Theo Quê Hương 2                 | Nhiều ca sĩ                              |            | |
| 201     | Những Tình Khúc Vượt Thời Gian - Trên Da Tình Yêu | Nhiều ca sĩ                              | 10         | Chi tiết 1. Ru Ta Ngậm Ngùi (Trịnh Công Sơn) - Khánh Ly PBN 50 2. Đừng Lừa Dối Nhau (Y Vân) - Ý Lan PBN 46 3. Trên Da Tình Yêu (Lê Uyên Phương) - Lê Uyên Phương PBN 36 4. Màu Kỷ Niệm (Phạm Đình Chương, Thanh Tâm Tuyền) - Elvis Phương PBN 44 5. Chị Tôi (Trọng Đài, Đoàn Thị Tảo) - Thùy Dương PBN 46 6. Mưa Hồng (Trịnh Công Sơn) - Khánh Ly PBN 46 7. Tình Tự Mùa Xuân (Từ Công Phụng) - Phi Khanh PBN 50 8. Sương Khuya - Duy Trác 9. Chiếc Bóng Bên Đường (Phạm Duy) - Thanh Lan PBN 43 10. Trái Tim Không Ngủ Yên (Thanh Tùng) - Elvis Phương PBN 48 |
| 202     | Hồn Bướm Mơ Tiên                                  | Hoàng Lan                                | 10         | Chi tiết 1. Chuyện Tình Hồn Bướm Mơ Tiên (Song Ngọc) PBN 48 2. Chắc Không Bao Giờ (Lê Kim Khánh) 3. Trăm Mến Ngàn Thương (Hoài Linh) 4. Đếm Giọt Sầu Rơi (Y Vũ & Vinh Sử) 5. Chuyện Tình Không Dĩ Vãng (Tâm Anh) 6. Nàng Tiên Nữ Về Đâu (Song Ngọc) 7. Sau Một Cuộc Tình (Song Ngọc) - Hoàng Lan & Thế Sơn 8. Chuyến Xe Lam Chiều (Vinh Sử) 9. Sông Quê 3 (Đinh Trầm Ca) 10. Xa Rồi Hạnh Phúc Gian Nan (Vinh Sử & Đinh Trầm Ca) |
| 203     | Tường Nguyên Đặc Biệt - Kiếp Độc Thân             | Tường Nguyên                             |            | |
| 204     | Con Gái Đôi Mươi                                  | Quốc Hùng, Thiên Kim                     |            | |